# Spiloconis
Spiloconis is een geslacht van insecten uit de familie van de dwerggaasvliegen (Coniopterygidae), die tot de orde netvleugeligen (Neuroptera) behoort.

## Soorten
- S. cerata (Hagen, 1858)
- S. fijiensis Meinander, 1990
- S. glaesaria Meinander, 1998
- S. maculata (Enderlein, 1906)
- S. notata (Navás, 1926)
- S. sexguttata Enderlein, 1907